# Santa Claus (Georgia)
Santa Claus è una città degli Stati Uniti d'America, situata in Georgia, nella Contea di Toombs.